# Puteaux
Puteaux és un municipi francès, situat al departament dels Alts del Sena i a la regió de l'Illa de França. L'any 1999 tenia 40.780 habitants.
Forma part del cantó de Courbevoie-2 i del districte de Nanterre. I des del 2016, de la divisió Paris Ouest La Défense de la Metròpolis del Gran París.

## Fills il·lustres
- Jean Barraqué (1918-1973) compositor musical.
- Pierre Lalo (1866-1943) musicòleg i crític musical.

## Referències

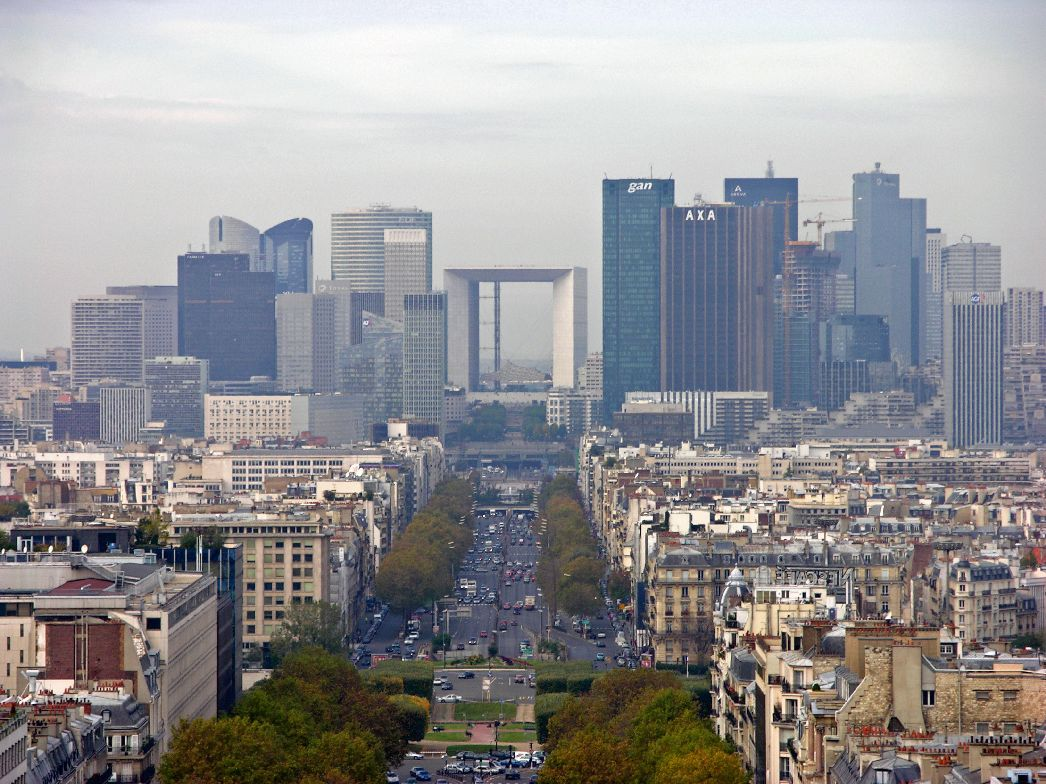
L'Arc de la Défense parisenc i més de la meitat dels edificis del seu entorn són dins del terme de Puteaux.